# Rejon partizański
Rejon partizański (ros. Партиза́нский райо́н, Partizanskij rajon) – rejon administracyjny i komunalny Kraju Krasnojarskiego w Rosji. Stolicą rejonu jest wieś Partizańskoje, której ludność stanowi 32% populacji rejonu. Rejon został utworzony 4 kwietnia 1924 roku.

## Położenie
Rejon ma powierzchnię 4 959 km² i znajduje się w środkowopołudniowej części Kraju Krasnojarskiego, granicząc na północny z rejonem ujarskim, na północnym wschodzie z rejonem rybińskim, na wschodzie z rejonem sajańskim, na południu z rejonem kuragińskim, a zachodzie z rejonem mańskim.
Przez rejon przebiega linia kolejowa, którą kursują pociągi na trasie Krasnojarsk-Abakan.

## Ludność
W 1989 roku rejon ten liczył 15 412 mieszkańców, w 2002 roku 12 437, w 2010 roku 10 255, a w 2011 zaludnienie spadło do 10 204 osób.

## Podział administracyjny
Administracyjnie rejon dzieli się na 9 sielsowietów.